# Pero jonesaria
Pero jonesaria là một loài bướm đêm trong họ Geometridae.